# Бюзен
Бюзе́н (фр. Buzeins, окс. Busens) — коммуна во Франции, находится в регионе Окситания. Департамент — Аверон. Входит в состав кантона Северак-ле-Шато. Округ коммуны — Мийо.
Код INSEE коммуны — 12040.
Коммуна расположена приблизительно в 500 км к югу от Парижа, в 150 км северо-восточнее Тулузы, в 32 км к востоку от Родеза.

## Население
Население коммуны на 2008 год составляло 184 человека.
| 1962 | 1968 | 1975 | 1982 | 1990 | 1999 | 2008 |
| ---- | ---- | ---- | ---- | ---- | ---- | ---- |
| 262  | 219  | 208  | 205  | 164  | 200  | 184  |

## Экономика

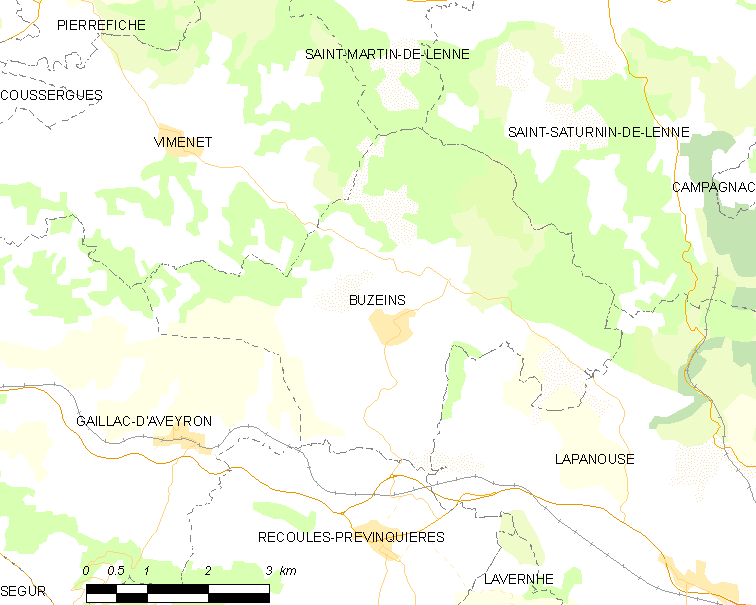
Карта коммуны

В 2007 году среди 103 человек в трудоспособном возрасте (15—64 лет) 74 были экономически активными, 29 — неактивными (показатель активности — 71,8 %, в 1999 году было 62,2 %). Из 74 активных работали 73 человека (38 мужчин и 35 женщин), безработным был 1 мужчина. Среди 29 неактивных 5 человек были учениками или студентами, 15 — пенсионерами, 9 были неактивными по другим причинам.

## Достопримечательности
- Дольмен к юго-западу от деревни Сюргьер. Памятник истории с 1933 года[3]
- Дольмен в деревне Галитор. Памятник истории с 1889 года[4]
- Замок Бюзаренг[фр.]